# Гребля Кебан
Гребля Кебан (тур. Keban Barajı) — гребля і ГЕС на Євфраті, розташована в провінції Елязиг, Туреччина. Гребля була побудована першою з турецької частини каскаду ГЕС на Євфраті. Хоча гребля Кебан побудована ще до початку реалізації Проекту розвитку Південно-Східної Анатолії (GAP), на початок XXI сторіччя гребля і ГЕС є повністю інтегрованим компонентом проекту, який спрямований на стимулювання економічного розвитку Південно-Східної Туреччини. Будівництво греблі почалося в 1966 році і було завершено в 1974 році. Водосховище греблі Кебан (тур. Keban Baraj Gölü) — має площу 675 км² і є четвертим за величиною озером  Туреччини після озера Ван, озера Туз, і водосховища греблі Ататюрка

## Історія проекту
Будівництво греблі Кебан було вперше запропоновано у 1936 році новоствореною Electric Affairs Survey Administration, але почалося тільки у 1966 році. Будівництво велося на франко-італійським консорціумом SCI-Impreglio і було завершено в 1974 році. Оцінка загальної вартості будівництва варіюються від 85 млн. дол США до 300 млн. дол США. У той же час,  були проведені археологічні рятувальні заходи на теренах що мали бути були затоплені. Заповнення водосховища почалося  у1974 році та призвело до переселення 25 000 чоловік. Під час заповнення водосховища Кебан, Туреччина виконала зобов'язання пропускати Євфратом воду в об'ємі 450 м³/сек, за погодженням розташованим з вниз за течією Сирії і Іраку. Проте, в результаті того, що Сирія в той же час заповнювала водосховище греблі Табка, у 1975 році вибухнув конфлікт між Сирією та Іраком, через кількість води, наданих Іраку. Ця суперечка, була підсилена посухою, яка скоротила кількість доступної води ще більше, була вирішена за посередництва Саудівської Аравії Після першого заповнення водосховища, були виявлені геологічні слабкі місця у фундаменті, на якому була побудована гребля, що призвело до необхідності тимчасового зниження рівня водосховища з метою проведення великих робіт укріплення  На час закінчення будівництва гребля Кебан була 18 у світі заввишки

## Характеристики греблі і водосховища
Гребля Кебан є комбінованою кам'яно-накидною і бетонно-гравітаційною з вбудованою ГЕС у веденні State Hydraulic Works (DSI). Гребля має 1097 м завдовжки і його гребінь знаходиться у 207 м над рівнем русла річки (848 м над рівнем моря). Її вісім турбін мають потужність 1330 МВт. Об'єм водосховища Кебан є 30,6 км³ і площа поверхні водосховища становить 675 км², хоча саме озеро, мало більші рівні у минулому Через його відносно високогірне розташування — 845 м над рівнем моря і його розташування в районі з великою кількістю опадів, випаровування є відносно низьким у 0,48 км³/рік у порівнянні з водосховищами в Сирії або Іраку. Крім долини Євфрату безпосередньо перед греблею, водосховище також затопило частини долини річки Мурат і Карасу, дві річки, що утворюють Євфрат. Хоча гребля не була спочатку призначена для зрошення, 63,872 га земель сільськогосподарського призначення зрошувалося з водосховища Кебан у 1999 році

## Дивись також
- Каскад ГЕС на Євфраті
- Кебан (водосховище)
- Проект розвитку Південно-Східної Анатолії

## Ресурси Інтернету
- n/a (1967), Doomed by the Dam. A Survey of the Monuments threatened by the Creation of the Keban Dam Flood Area, Elazig, 18–29 October 1966, т. 9, Middle East Technical University, Faculty of Architecture, с. 54—57 {{citation}}: Пропущений або порожній |title= (довідка)
- Ertunç, Aziz (1999), The geological problems of the large dams constructed on the Euphrates River (Turkey), Engineering Geology, 51 (3): 167—182, doi:10.1016/S0013-7952(97)00072-0
- Hild, Friedrich (1977), Das byzantinische Strassensystem in Kappadokien, у Hunger, Herbert (ред.), Veröffentlichungen der Kommission für die Tabula Imperii Byzantini, т. 2, Wien: Verlag der Österreichischen Akademie der Wissenschaften, с. 145, ISBN 3-7001-0168-6
- Inan, Yüksel (2000), The law of international water courses and the Middle East (PDF), архів оригіналу (PDF) за 18 липня 2011
- Kalpakian, Jack (2004), Identity, conflict and cooperation in international river systems, Aldershot: Ashgate, ISBN 978-0-7546-3338-9
- Kolars, John (1986), The Hydro-Imperative of Turkey's Search for Energy, Middle East Journal, 40 (1): 53—67, JSTOR 4327248
- Kolars, John (1994), Problems of International River Management: The Case of the Euphrates, у Biswas, Asit K (ред.), International Waters of the Middle East: From Euphrates-Tigris to Nile, Oxford University Press, с. 44—94, ISBN 978-0-19-854862-1
- Kolars, John F.; Mitchell, William A. (1991), The Euphrates River and the Southeast Anatolia Development Project, Carbondale: SIU Press, ISBN 978-0-8093-1572-7
- Wolf, Aaron T. (1994), A Hydropolitical History of the Nile, Jordan and Euphrates River Basins, у Biswas, Asit K (ред.), International Waters of the Middle East: From Euphrates-Tigris to Nile, Oxford University Press, с. 5—43, ISBN 978-0-19-854862-1
- Keban District official website
- Official GAP website [Архівовано 1 травня 2012 у Wayback Machine.]